# یواس‌اس هیلاریتی (ای‌ام-۲۴۱)
یواس‌اس هیلاریتی (ای‌ام-۲۴۱) (به انگلیسی: USS Hilarity (AM-241)) یک کشتی بود که طول آن ۱۸۴ فوت ۶ اینچ (۵۶٫۲۴ متر) بود. این کشتی در سال ۱۹۴۴ ساخته شد.